# Coloradilla (manzana)
Coloradilla es el nombre de una variedad cultivar de manzano (Malus domestica). Esta manzana está cultivada en la colección de germoplasma de manzanas del CSIC. Así mismo está cultivada en diversos viveros entre ellos algunos dedicados a conservación de árboles frutales en peligro de desaparición. Esta manzana es originaria de La Rioja, donde tuvo su mejor época de cultivo comercial antes de la década de 1960, y actualmente en menor medida aún se encuentra.

## Sinónimos
- "Coloradilla 1776",[6][8]
- "Manzana Coloradilla".[9]

## Historia
'Coloradilla' es una variedad de manzana de la comunidad autónoma de La Rioja (provincia de Logroño), cuyo cultivo conoció cierta expansión en el pasado, siendo una de las variedades de las consideradas difundidas, clasificándose en esta manera, pues en las distintas prospecciones llevadas a cabo por las provincias españolas, se registraron repetidamente y en emplazamientos diversos, a veces distantes, sin constituir nunca núcleos importantes de producción.
'Coloradilla' está considerada incluida en las variedades locales autóctonas muy antiguas, cuyo cultivo se centraba en comarcas muy definidas. Se caracterizaban por su buena adaptación a sus ecosistemas y podrían tener interés genético en virtud de su adaptación. Se encontraban diseminadas por todas las regiones fruteras españolas, aunque eran especialmente frecuentes en la España húmeda. Estas se podían clasificar en dos subgrupos: de mesa y de sidra (aunque algunas tenían aptitud mixta).
'Coloradilla' es una variedad clasificada como de mesa; difundido su cultivo en el pasado por los viveros comerciales y cuyo cultivo en la actualidad se ha reducido a huertos familiares y jardines privados.

## Características
El manzano de la variedad 'Coloradilla' tiene un vigor alto; florece a inicios de mayo; tubo del cáliz estrecho, alargado o en forma de embudo, y con los estambres insertos por debajo de la media.
La variedad de manzana 'Coloradilla' tiene un fruto de tamaño más bien grande; forma más alta que ancha, truncada en la parte superior y voluminosa en la inferior o totalmente cilíndrica, y contorno generalmente regular; piel fina, recubierta de pruina violácea; con color de fondo amarillo, importancia de sobre color fuerte, color del sobre color rojo a granate, distribución del sobre color en chapa/pinceladas, presenta chapa rojo vivo con pinceladas granate que recubren la totalidad del fruto dejando entrever el fondo amarillo, acusa punteado abundante, de color claro o ruginoso que radialmente desde la cavidad peduncular se reparte por toda la superficie, y una sensibilidad al "russeting" (pardeamiento áspero superficial que presentan algunas variedades) débil; pedúnculo de longitud media y grosor variado, leñoso, más engrosado en la parte superior y con un lado teñido de rojo, anchura de la cavidad peduncular media, profundidad de la cavidad pedúncular profunda, con chapa ruginosa verdosa y pruina azulada en el fondo, a veces rebasa la cavidad en tono más claro y en forma de rayado o en escamas, borde  regular o más levantado de uno de los lados, y con importancia del "russeting" en cavidad peduncular débil; anchura de la cavidad calicina de relativa anchura, profundidad de la cav. calicina de relativa profundidad, con suave ruginosidad en el fondo, borde semi-liso, y con importancia del "russeting" en cavidad calicina débil; ojo relativamente pequeño, entreabierto o abierto, este último es por causa de la pérdida de sépalos; sépalos cortos, triangulares y con las puntas vueltas o erectas.
Carne de color blanco, levemente crema, con fibras verdosas, frecuentemente coloreada de rosa más o menos intenso y amplia bajo la piel; textura crujiente, fundente, aromática, resultando a veces excesivamente aromática; sabor agradable, levemente acidulado, muy bueno; corazón bulbiforme, alargado, desplazado hacia el pedúnculo; eje agrietado; celdas alargadas con fibras lanosas más o menos densas; semillas de tamaño pequeño y con lanosidad.
La manzana 'Coloradilla' tiene una época de maduración y recolección tardía en otoño, se recolecta desde mediados de octubre hasta finales de noviembre. Se usa como manzana de mesa fresca.